# 限幅器
限幅器（英語：Clipper）是一种设计用于防止电路输出超过预定电压，而不会使所施加波形的剩余部分失真的电子装置。
限幅器由线性元件（如电阻器）和非线性元件（如二极管或晶体管）组成，但它不包含电容等储能元件。限幅器的目的是限制信号的极大值，即信号波形的一部分位于某个参考电压电平之上或之下。因此，限幅器可以去除信号中太大的正电压或负电压，也可以同时去除两者。通常情况下，信号的波形会发生变化。在中文教材上一般称为限幅电路或削峰电路。

## 正向限幅电路
限幅器一般作用在二端口网络中，左端为输入，右端为输出。分析时一般考虑理想二极管。如果二极管的P极更靠近信号的正极，当正极电压较小时，二极管反向截止，uo=ui；当正极电压较大时，会导致二极管正向导通，P极电压将很接近N极电压，从而限制住正向电压的大小，实现正向限幅。
|  |  |

## 反向限幅电路
作用在二端口网络中，左端为输入，右端为输出。分析时一般考虑理想二极管。如果二极管的N极更靠近信号的正极，当正极电压较大时，二极管反向截止，uo=ui，当正极电压足够小时，会导致二极管正向导通，P极电压将很接近N极电压，从而限制住反向电压的大小，实现反向限幅。
|  |  |

## 双向限幅电路
综合上面两种情况，电路能够实现双向限幅。需要注意电池正负极和二极管的方向。
|  |